# Biblioteca Amadeu Amaral
A Biblioteca Pública Municipal Amadeu Amaral – BPMAA é a biblioteca pública mais antiga da cidade de São Carlos, SP, Brasil. Estabelecida em 1938 – ou 1939, a data é incerta –, à época do Instituto Nacional do Livro da Era Vargas, foi batizada em homenagem a Amadeu Amaral, o qual residiu na cidade. Sua criação oficial se deu, entretanto, em 1973.
A biblioteca oferece a população um acervo para consulta e empréstimo domiciliar, bem como apoio a pesquisa e orientação de leitura. Tem seções divididas para atender melhor a demanda do público como seção infantil, seção de atendimento especial, etc. Em 1982 a população atendida era de cerca de 29.000 usuários, com uma média de 180 atendimentos diários, estima-se que atualmente esse número tenha triplicado.
Não confundir a BPMAA com a biblioteca homônima localizada na capital do estado, criada em 1966.

## História
São Carlos, município fundado em 1857, teve seu desenvolvimento econômico e populacional pautado pela expansão das plantações de café e da ferrovia, no final do século XIX. De 1934 a 1950, época de declínio rural, várias campanhas foram desenvolvidas a fim de projetar a cidade no cenário estadual. Nesse contexto, muito foi feito para aprimorar a educação e incentivar a leitura. Porém, a criação da Biblioteca Amadeu Amaral é mais atribuída a iniciativas externas de incentivo à cultura e ao livro, ocorridas nos anos 1930.
Algumas fontes apontam São Carlos como o primeiro município do interior a estabelecer uma biblioteca pública, em 1916, embora Rio Claro possua uma desde 1876. Entretanto, é possível que tais fontes se refiram, na realidade, à uma biblioteca institucional, a da antiga Escola Normal (instituição que iniciou suas atividades em 1911 e foi transferida em 1916 para o prédio da atual Escola Álvaro Guião), biblioteca essa que ficava, à época, aberta à comunidade; ou ainda, à uma biblioteca criada pelos empregados da Estrada de Ferro em 1916. Notar que bibliotecas públicas são criadas por lei, enquanto bibliotecas institucionais, escolares, etc., são criadas por atos administrativos.
Em dezembro de 1937, era criado pelo Governo Vargas o Instituto Nacional do Livro (INL). O INL tinha como objetivo promover a melhoria cultural do povo e incentivar a criação de bibliotecas, assim, fazia doações de livros a municípios. Muitas bibliotecas públicas do país foram criadas neste período, incluindo a Biblioteca Pública Municipal Amadeu Amaral.
Em 1942, a biblioteca ganhou o nome de Amadeu Amaral (1875-1929), poeta, escritor, jornalista, conferencista, e por pouco tempo diretor do Instituto São Carlense (atual Colégio São Carlos), ocupante da cadeira 15 da Academia Brasileira de Letras, o qual residiu em São Carlos durante muitos anos. Após casar-se com sua prima, passou a residir em São Carlos em 1907, tendo sido redator do Correio de São Carlos, onde mantinha uma seção sobre fatos locais e publicava algumas caricaturas. Escreveu um livro denominado Nevóa, o qual em grande parte foi concebido em São Carlos.
Parte do núcleo inicial da biblioteca municipal provém da biblioteca do médico Serafim Vieira de Almeida. Após sua morte, sua coleção privada, a maior da cidade à época, foi doada ao município, provavelmente nos anos 1940.
Apesar de estar localizada na mesma cidade que a Escola de Biblioteconomia de São Carlos – esta fundada em 1959 e incorporada à Universidade Federal de São Carlos em 1994 – foi apenas em 27 de novembro de 1973, que foi sancionada a Lei Municipal Nº 7.265 da sua criação, que a biblioteca passou a contratar profissionais formados para exercer sua gestão, mudança muito pedida pelos graduados da área.
A Biblioteca Amadeu Amaral é uma dentre as três bibliotecas públicas participantes do Sistema Integrado de Bibliotecas de São Carlos (SIBI São Carlos), criado em 2004, atendendo a população de vários regiões da cidade, realizando programas de incentivo à leitura e disponibilizando um catálogo online de seu acervo para consulta pública.
Em 2018, a biblioteca foi arrombada, tendo sido furtada toda a sua fiação.

## Sedes
Instalada desde maio de 2017 na Rua São Joaquim, nº 735, a biblioteca já passou por inúmeros deslocamentos:
- 1938–42: ocupou uma sala improvisada junto à Divisão de Protocolo da Prefeitura,[1][16] então localizada no Palacete Conde do Pinhal;[17]
- 1942–?: fundos da antiga Prefeitura;[1]
- meados do século XX: Palacete Bento Carlos;[18]
- anos 1970: rua Episcopal, 1421;[19]
- anos 1975: rua Nove de Julho, 1261, esquina com a Treze de Maio.[20][21]
- anos 1980: rua São Joaquim, 979[22] (antigo prédio de uma empresa telefônica, atual Secretaria Municipal de Serviços Públicos);
- 1991–2017: rua Treze de Maio, 2000, na esquina com a avenida São Carlos (prédio projetado em 1982 para a Casa da Cultura Prof. Vicente Camargo, remanejado em 2017 para a Secretaria de Educação).[16][23][24]
- 2017–presente: o prédio atual constituia, anteriormente, a Piscina Municipal e, de 2012 a 2017, a Pinacoteca Municipal.[16][25]